# Martin Muehle
Martin Muehle (* 26. Januar 1969 in Porto Alegre, Rio Grande do Sul, Brasilien) ist ein deutsch-brasilianischer Opern- und Konzertsänger (Tenor).

## Leben
Muehle wuchs in seiner Geburtsstadt auf und erhielt seinen ersten Gesangsunterricht in Montevideo bei Juan Carlos Gebelin. Im Jahre 1991 verlegte er seinen Wohnsitz nach Deutschland und studierte Gesang an der Musikhochschule Lübeck, wo er 1997 sein akademisches Gesangsdiplom erwarb. Er ergänzte das Studium in Meisterkursen bei Carlo Bergonzi in Busseto und bei Alfredo Kraus in Santander.
Sein erstes Festengagement erhielt er am Stadttheater Bremerhaven und erste Gastengagements führten ihn zum Lehár Festival Bad Ischl, zu den Internationalen Herrenchiemsee Festspielen und ans Stadttheater Baden bei Wien. Von 2002 bis 2004 lebte er in Österreich und ging anschließend zurück nach Brasilien, wo er sich zu einem der führenden Spinto-Tenöre (Tenore spinto) Südamerikas entwickelte.
In dieser Zeit führten ihn Gastspiele an Opernhäuser in Europa und Südamerika wie etwa an die Opéra Bastille (Paris), das Teatro Massimo (Palermo), das Opernhaus Leipzig, das Kroatische Nationaltheater in Zagreb, das Theatro Municipal (São Paulo) oder das Teatro Amazonas (Manaus). Einige seiner Auftritte wurden in Rundfunk, Fernsehen und Internet übertragen. So verkörperte Muehle die Rolle des Stolzing in Ausschnitten aus Die Meistersinger von Nürnberg und des Faust in Ausschnitten aus Arrigo Boitos Mefistofele in einem im Internet und Radio live ausgestrahlten Konzert mit dem Kroatischen Radiosymphonieorchester. Sein Rollendebüt als Radames gab er im Sommer 2014 bei den Opernfestspielen St. Margarethen in der Oper Aida, die live im TV übertragen wurde.
Im Konzertbereich liegt der Schwerpunkt Muehles als Interpret auf Werken der Romantik.
Seit 2013 hat er seinen Wohnsitz wieder in Deutschland, und von der Saison 2013/14 bis 2014/15 war Martin Muehle Ensemblemitglied des Nationaltheaters Mannheim.

## Repertoire (Auswahl)

### Oper
- Don José in Carmen von Georges Bizet
- Turiddu in Cavalleria rusticana von Pietro Mascagni
- Canio in Pagliacci von Ruggero Leoncavallo
- Lohengrin in Lohengrin von Richard Wagner
- Gabriele Adorno in Simon Boccanegra von Giuseppe Verdi
- Radames in Aida von Giuseppe Verdi
- Manrico in Il Trovatore von Giuseppe Verdi
- Giuseppe Hagenbach in La Wally von Alfredo Catalani
- Calaf in Turandot von Giacomo Puccini
- Andrea Chénier in Andrea Chénier von Umberto Giordano
- Otello in Otello von Giuseppe Verdi
- Mario Cavaradossi in Tosca von Giacomo Puccini
- Dick Johnson in La fanciulla del West von Giacomo Puccini

### Konzert
- 9. Sinfonie von Ludwig van Beethoven
- Das Lied von der Erde von Gustav Mahler
- Requiem von Giuseppe Verdi
- Cäcilienmesse von Charles Gounod

## Diskografie (Auswahl)
- Radames in Aida von Giuseppe Verdi (DVD)
- Paolo il Bello in Francesca da Rimini von Riccardo Zandonai